# Eguchipsammia
Eguchipsammia is een geslacht van koralen uit de familie van de Dendrophylliidae.

## Soorten
- Eguchipsammia cornucopia (Pourtalès, 1871)
- Eguchipsammia fistula (Alcock, 1902)
- Eguchipsammia gaditana (Duncan, 1873)
- Eguchipsammia japonica (Rehberg, 1892)
- Eguchipsammia serpentina (Vaughan, 1907)
- Eguchipsammia strigosa Cairns, 2000
- Eguchipsammia wellsi (Eguchi, 1968)